# Комура, Масахиро
Масахиро Комура (яп. 高村正大; род. 14 ноября 1970, Хикари, Ямагути, Япония) — японский политический деятель, депутат Палаты представителей (с 2017).

## Биография
Родился 14 ноября 1970 года в Хикари, префектура Ямагути, Япония, в семье государственного служащего Масахико Комуры. 
В 1994 году окончил коммерческий факультет Университета Кэйо, после чего продолжил обучение на юридическом факультете университета, поступив на отделение политологии. После окончания обучения стал работать секретарём своего отца, занимавшего тогда пост генерального директора Агентства экономического планирования. В мае 2008 года он стал личным помощником своего отца на посту министра иностранных дел.
На парламентских выборах 2017 года Комура был избран депутатом Палаты представителей Японии от 1-го избирательного округа префектуры Ямагути, баллотируясь от «Либерально-демократической партии». На этом посту он сменил своего отца, который в сентябре того же года объявил об отставке.